# 中山觀音站
中山觀音站（日语：／ Nakayama-kannon  eki */?），是一個位於兵庫縣寶塚市中山寺二丁目，屬於阪急電鐵寶塚本線的鐵路車站。車站編號為HK-53。
本站位於中山寺附近，此外，本站也是前往中山台新城（中山櫻台、中山五月台）的入口。

## 歷史
開業時的站名為「中山寺站」，之後改稱為「中山站」，2013年後「中山觀音站」才成為現在的站名。
- 1910年（明治43年）3月10日 - 隨著箕面有馬電氣軌道（日语：箕面有馬電気軌道）（阪急的前身）開通，本站取名為中山寺站並開始營運[3]。是阪急最古老的車站之一。
- 時期不詳 - 改稱為中山站[4]。
- 1960年（昭和35年） - 地下車站站體完工[2]。
- 1983年（昭和58年）6月20日 - 地下車站化[5]。
- 2013年（平成25年）12月21日 - 改稱為中山觀音站，並導入車站編號[6][7]。

## 車站構造
側式月台2面2線的地面車站。

### 月台配置
| 月台 | 路線     | 方向 | 目的地                                |
| ---- | -------- | ---- | ------------------------------------- |
| 1    | 寶塚本線 | 下行 | 往 寶塚、神戶、仁川、西宮北口、今津   |
| 2    | 寶塚本線 | 上行 | 往 大阪梅田、十三、箕面、京都、北千里 |

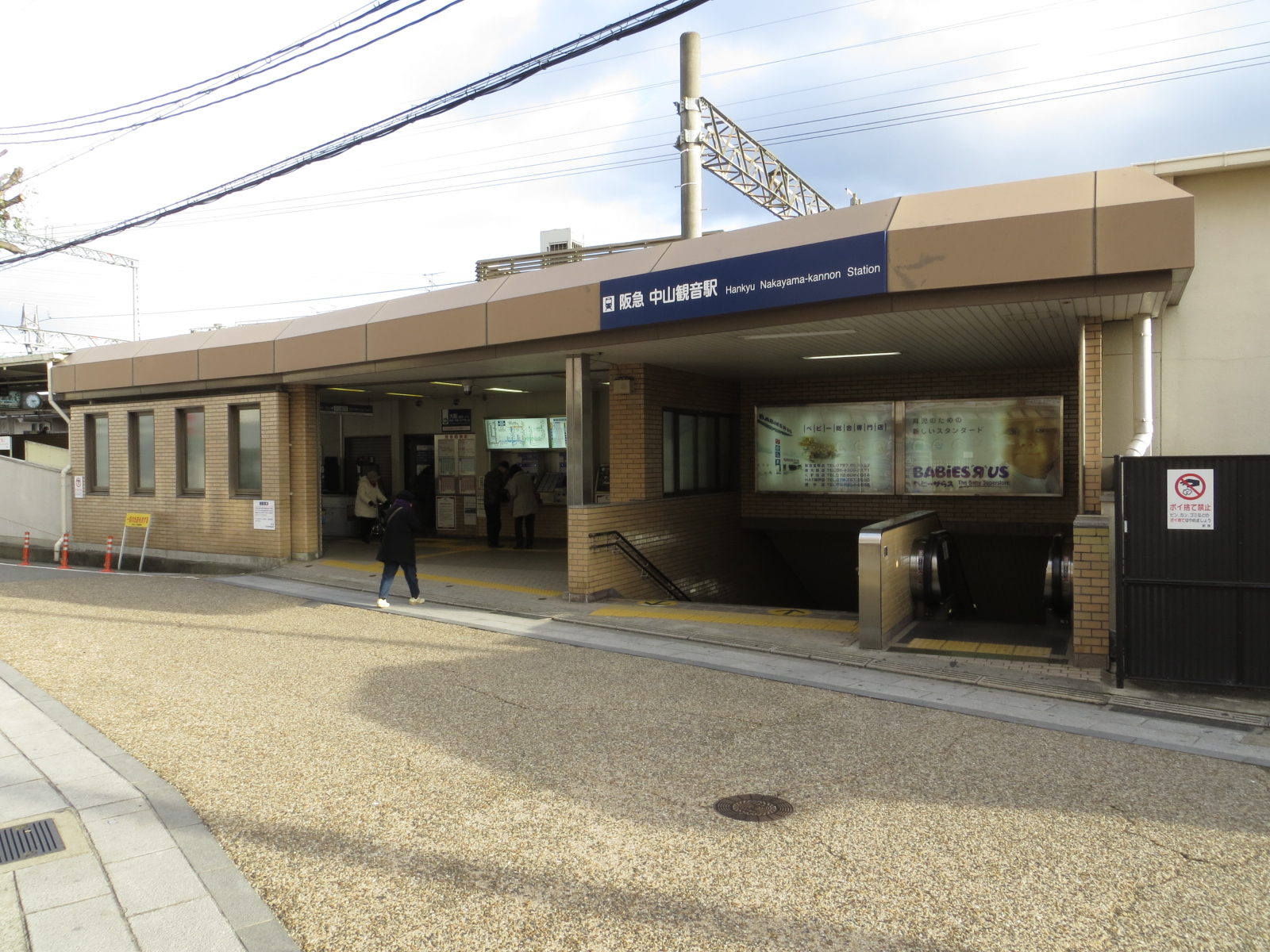
北口
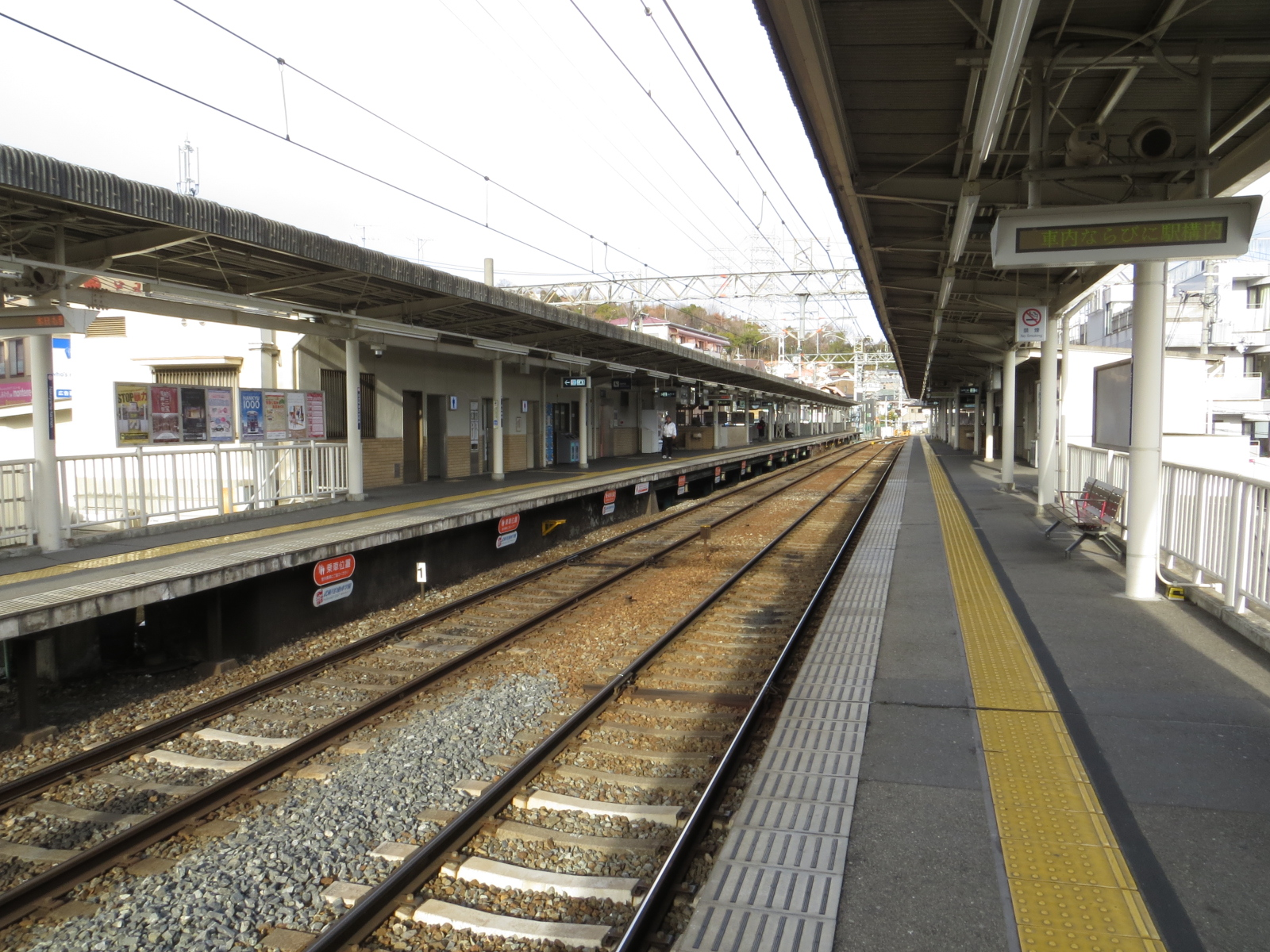
車站月台
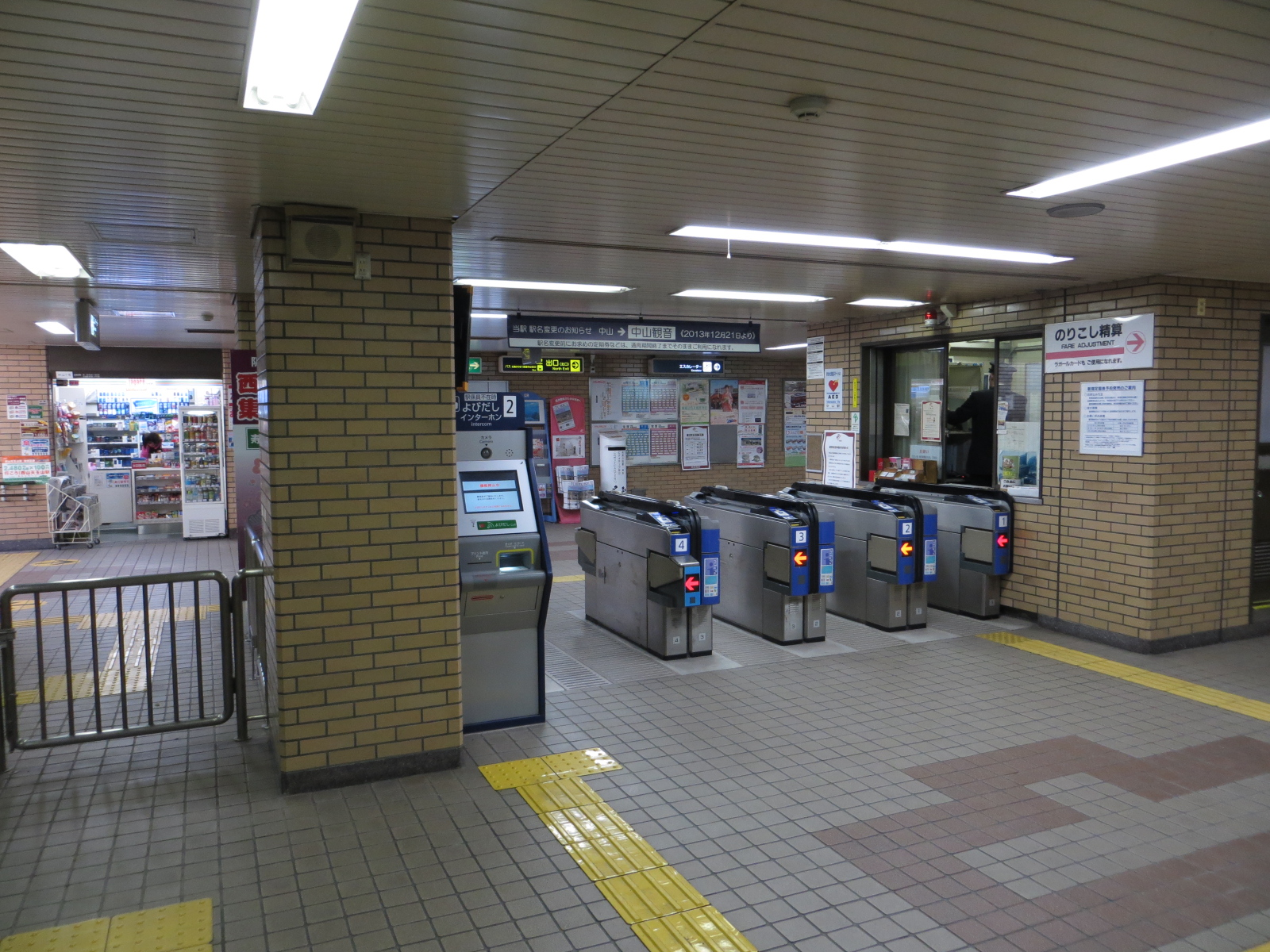
驗票口

## 使用狀況
2020年（令和元年）特定日1日的上下車人次為9,197人。
各年度特定日1日的上車、上下車人次統計如下表。
| 年度               | 特定日     | 特定日   |
| 年度               | 上下車人次 | 上車人次 |
| ------------------ | ---------- | -------- |
| 1996年（平成08年） | 18,110     | 9,018    |
| 1997年（平成09年） | 19,660     | 10,413   |
| 1998年（平成10年） | 16,908     | 8,332    |
| 1999年（平成11年） | -          | -        |
| 2000年（平成12年） | 15,801     | 8,427    |
| 2001年（平成13年） | 14,683     | 7,282    |
| 2002年（平成14年） | 15,146     | 7,641    |
| 2003年（平成15年） | 13,114     | 6,517    |
| 2004年（平成16年） | 13,364     | 6,685    |
| 2005年（平成17年） | 12,478     | 6,118    |
| 2006年（平成18年） | 12,269     | 6,066    |
| 2007年（平成19年） | 13,314     | 6,612    |
| 2008年（平成20年） | 12,304     | 6,202    |
| 2009年（平成21年） | 11,698     | 5,786    |
| 2010年（平成22年） | 12,219     | 6,004    |
| 2011年（平成23年） | 13,171     | 6,563    |
| 2012年（平成24年） | 12,246     | 6,143    |
| 2013年（平成25年） | 12,561     | 6,239    |
| 2014年（平成26年） | 12,100     | 5,983    |
| 2015年（平成27年） | 12,799     | 6,411    |
| 2016年（平成28年） | 12,574     | 6,288    |
| 2017年（平成29年） | 12,349     | 6,168    |
| 2018年（平成30年） | 11,943     | 5,975    |
| 2019年（令和元年） | 11,994     | 5,990    |
| 2020年（令和 2年） | 9,197      | 4,580    |

## 車站周邊
- 中山寺（中山觀音）
- 寶塚中筋郵局
- 國道176號
- Daiei寶塚中山店
- 福知山線（JR寶塚線）中山寺站 - 位於本站東南方約600公尺[2]。
- 市杵島姬神社
- 寶塚平安祭典會館
- 三菱UFJ銀行寶塚中山分行
- 三井住友銀行寶塚分行寶塚中山辦事處

## 公車路線
| 公車站牌         | 系統 | 目的地 | 主要行經地 | 備註     | 營運公司 |
| ---------------- | ---- | --- | --- | -------- | -------- |
| 阪急中山觀音北口 | 50   | 寶塚營業所前 | JR中山寺北口・阪急中山觀音・賣布東之町                                                                                   |          | 阪急巴士 |
| 阪急中山觀音北口 | 50   | 五月台三丁目→五月台四丁目→五月台五丁目→櫻台六丁目→櫻台二丁目                                                             | 五月台三丁目→五月台四丁目→五月台五丁目→櫻台六丁目→櫻台二丁目                                                             | 循環路線 | 阪急巴士 |
| 阪急中山觀音北口 | 65   | 櫻台二丁目→櫻台六丁目→五月台五丁目→五月台四丁目                                                                          | 櫻台二丁目→櫻台六丁目→五月台五丁目→五月台四丁目                                                                          | 循環路線 | 阪急巴士 |
| 阪急中山觀音北口 | 68   | 櫻台四丁目→五月台四丁目                                                                                                  | 櫻台四丁目→五月台四丁目                                                                                                  | 循環路線 | 阪急巴士 |
| 阪急中山觀音北口 | 75   | 阪急逆瀨川 | JR中山寺北口・阪急中山觀音・寶塚營業所前・寶塚市立醫院玄關前                                                             |          | 阪急巴士 |
| 阪急中山觀音北口 | 75   | 五月台五丁目 | 五月台三丁目 |          | 阪急巴士 |
| 阪急中山觀音     | 50   | 寶塚營業所前 | 賣布東之町 |          | 阪急巴士 |
| 阪急中山觀音     | 50   | JR中山寺北口→阪急中山觀音北口→五月台三丁目→五月台四丁目→五月台五丁目→櫻台六丁目→櫻台二丁目→阪急中山觀音北口→JR中山寺北口 | JR中山寺北口→阪急中山觀音北口→五月台三丁目→五月台四丁目→五月台五丁目→櫻台六丁目→櫻台二丁目→阪急中山觀音北口→JR中山寺北口 | 循環路線 | 阪急巴士 |
| 阪急中山觀音     | 74   | 寶塚營業所前 | 中筋三丁目・中筋八丁目                                                                                                   |          | 阪急巴士 |
| 阪急中山觀音     | 75   | 阪急逆瀨川 | 寶塚營業所前・寶塚市立醫院玄關前                                                                                         |          | 阪急巴士 |
| 阪急中山觀音     | 86   | 阪急山本 | JR中山寺北口・山手四丁目・櫻台四丁目・五月台五丁目・寶塚山手台四丁目・寶塚山手台中央                                     |          | 阪急巴士 |
| 阪急中山觀音     | 150  | 寶塚營業所前 | 賣布東之町 |          | 阪急巴士 |
| 阪急中山觀音     | 150  | JR中山寺北口→山手四丁目→五月台三丁目→五月台四丁目→五月台五丁目→櫻台六丁目→櫻台二丁目→山手四丁目→JR中山寺北口             | JR中山寺北口→山手四丁目→五月台三丁目→五月台四丁目→五月台五丁目→櫻台六丁目→櫻台二丁目→山手四丁目→JR中山寺北口             | 循環路線 | 阪急巴士 |
| 阪急中山觀音     | 151  | 寶塚市立醫院前（國道上）                                                                                                 | 賣布東之町・寶塚營業所前                                                                                                 |          | 阪急巴士 |
| 阪急中山觀音     | 165  | 山手四丁目→櫻台二丁目→櫻台六丁目→五月台五丁目→五月台四丁目→五月台三丁目→山手四丁目                                       | 山手四丁目→櫻台二丁目→櫻台六丁目→五月台五丁目→五月台四丁目→五月台三丁目→山手四丁目                                       | 循環路線 | 阪急巴士 |
| 阪急中山觀音     | 167  | 山手四丁目→櫻台二丁目→櫻台六丁目→五月台五丁目→五月台三丁目→山手四丁目                                                    | 山手四丁目→櫻台二丁目→櫻台六丁目→五月台五丁目→五月台三丁目→山手四丁目                                                    | 循環路線 | 阪急巴士 |

## 相鄰車站
阪急電鐵
 宝塚本線
■急行、■準急、■普通（準急只有往大阪梅田方向運行）
山本（HK-52）－中山觀音（HK-53）－賣布神社（HK-54）

## 外部連結
- 中山觀音 - 阪急電鐵